# Goran Đorović
Goran Đorović (cyryl. Гopaн Ђopoвић, wym. [gɔran dʑɔrɔʋitɕ]; ur. 11 listopada 1971 w Prisztinie) – piłkarz serbski grający na pozycji środkowego lub lewego obrońcy, a także trener.

## Kariera klubowa
Đorović urodził się w stolicy Kosowa, Prisztinie. Karierę piłkarską rozpoczynał w tamtejszym klubie FK Priština. W 1989 roku zadebiutował w jego barwach w rozgrywkach drugiej ligi jugosłowiańskiej i przez cztery lata grał w niej jako podstawowy zawodnik swojego klubu. W 1993 roku przeszedł do jednego z najbardziej utytułowanych klubów w kraju, belgradzkiej Crvenej zvezdy. W swoim pierwszym sezonie spędzonym w „Czerwonej Gwieździe” wywalczył wicemistrzostwo Jugosławii. Z kolei w 1995 roku sięgnął po dublet i tym samym sięgnął po swoje pierwsze trofea w karierze – mistrzostwo kraju i Puchar Jugosławii. Krajowy puchar zdobywał także w latach 1996 i 1997 i wtedy też dwukrotnie zostawał wicemistrzem jugosłowiańskiej ligi. Ogółem w barwach stołecznego klubu rozegrał 100 ligowych spotkań, w których zdobył dwa gole.
Latem 1997 roku Goran wraz z bratem Zoranem odszedł do hiszpańskiej Celty Vigo. W Primera División po raz pierwszy wystąpił 31 sierpnia w wygranym 2:1 domowym meczu z Realem Saragossa. W Celcie od czasu debiutu grał w pierwszym składzie i w swoim pierwszym sezonie zajął 6. miejsce w La Liga. W 1999 roku był z Celtą piąty, w 2000 – siódmy, a w 2001 – szósty. W swoim ostatnim sezonie w Vigo przegrywał rywalizację na lewej obronie z Juanfranem, a na środku walczył o miejsce w składzie z Argentyńczykami Fernando Cáceresem i Eduardo Berizzo. W koszulce Celty rozegrał 99 spotkań i pięciokrotnie wpisywał się na listę strzelców.
Latem 2001 roku Đorović opuścił Celtę i trafił do Deportivo La Coruña, prowadzonego wówczas przez trenera Javiera Iruretę, tego samego, który ściągnął go do klubu z Vigo. W nowej drużynie Serb po raz pierwszy wystąpił 26 sierpnia przeciwko Realowi Valladolid (4:0). Jednak w trakcie sezonu dwukrotnie odnosił ciężką kontuzję i rozegrał zaledwie 10 spotkań w La Liga, a „Depor” zostało wicemistrzem Hiszpanii. W sezonie 2002/2003 wystąpił tylko w jednym meczu i latem odszedł do drugoligowego Elche CF. Tam spędził rok i w 2004 zakończył piłkarską karierę.
| Sezon   | Klub                | Kraj       | Rozgrywki        | Mecze | Bramki |
| ------- | ------------------- | ---------- | ---------------- | ----- | ------ |
| 1989/90 | FK Priština         | Jugosławia | Druga liga       | 15    | 0      |
| 1990/91 | FK Priština         | Jugosławia | Druga liga       | 30    | 0      |
| 1991/92 | FK Priština         | Jugosławia | Druga liga       | 27    | 0      |
| 1992/93 | FK Priština         | Jugosławia | Druga liga       | 28    | 4      |
| 1993/94 | FK Crvena zvezda    | Jugosławia | Prva liga        | 26    | 1      |
| 1994/95 | FK Crvena zvezda    | Jugosławia | Prva liga        | 27    | 0      |
| 1995/96 | FK Crvena zvezda    | Jugosławia | Prva liga        | 23    | 1      |
| 1996/97 | FK Crvena zvezda    | Jugosławia | Prva liga        | 24    | 0      |
| 1997/98 | Celta Vigo          | Hiszpania  | Primera División | 27    | 1      |
| 1998/99 | Celta Vigo          | Hiszpania  | Primera División | 31    | 1      |
| 1999/00 | Celta Vigo          | Hiszpania  | Primera División | 23    | 1      |
| 2000/01 | Celta Vigo          | Hiszpania  | Primera División | 18    | 2      |
| 2001/02 | Deportivo La Coruña | Hiszpania  | Primera División | 10    | 0      |
| 2002/03 | Deportivo La Coruña | Hiszpania  | Primera División | 1     | 0      |
| 2003/04 | Elche CF            | Hiszpania  | Segunda División | 15    | 0      |

## Kariera reprezentacyjna
W reprezentacji Jugosławii Đorović zadebiutował 23 grudnia 1994 roku w przegranym 0:2 towarzyskim spotkaniu z Brazylią. W 1998 roku został powołany przez selekcjonera Slobodana Santrača do kadry na Mistrzostwa Świata we Francji. Tam był podstawowym zawodnikiem Jugosłowian. Wystąpił w grupowych spotkaniach z Iranem (1:0), Niemcami (2:2) oraz Stanami Zjednoczonymi (1:0), a także w 1/8 finału z Holandią (1:2). W 2000 roku był w drużynie „Plavich” na Euro 2000. Tam również grał w wyjściowej jedenastce, a jego dorobek to dwa spotkania: z Norwegią (1:0) i z Hiszpanią (3:4), jednak w 13. minucie tego drugiego doznał kontuzji i nie wystąpił już w ćwierćfinale z Holandią (1:6). Swoje ostatnie spotkanie w kadrze narodowej rozegrał w 2001 roku, a łącznie wystąpił w niej 49 razy.